# 경험심리학
경험심리학 또는 경험적 심리학(empirical psychology, 독일어: empirische Psychologie)은 윌리엄 제임스, 빌헬름 분트 등을 포함하여 독일어를 사용하는 실험 심리학의 19세기 선구자들의 작품이다. 또한 경험론의 인식론적 관점에 기반을 둔 심리학의 여러 철학적 이론, 예를 들어 프란츠 브렌타노의 경험적 관점에서 본 심리학(1874)도 포함된다.

## 같이 보기
- 심리학의 역사
- 인지심리학
- 행동주의